# جيرهارد فيسل
جيرهارد فيسل (بالألمانية: Gerhard Wessel)‏ هو عسكري ألماني، ولد في 24 ديسمبر 1913 في نويمونستر في ألمانيا، وتوفي في 28 يوليو 2002 في بولآخ في ألمانيا.

## وصلات خارجية
- جيرهارد فيسل على موقع الموسوعة البريطانية (الإنجليزية)
- جيرهارد فيسل على موقع مونزينجر (الألمانية)